# Ervina
Az Ervina női név az Ervin férfinév női párja.

## Rokon nevek
- Ervínia:[1] az Ervina továbbképzése.[2]

## Gyakorisága
Az 1990-es években az Ervina, Ervínia szórványos név, a 2000-es években nem szerepelnek a 100 leggyakoribb női név között.

## Névnapok
Ervina, Ervínia
- április 25.[2]
- április 26.[2]